# 사드르시티

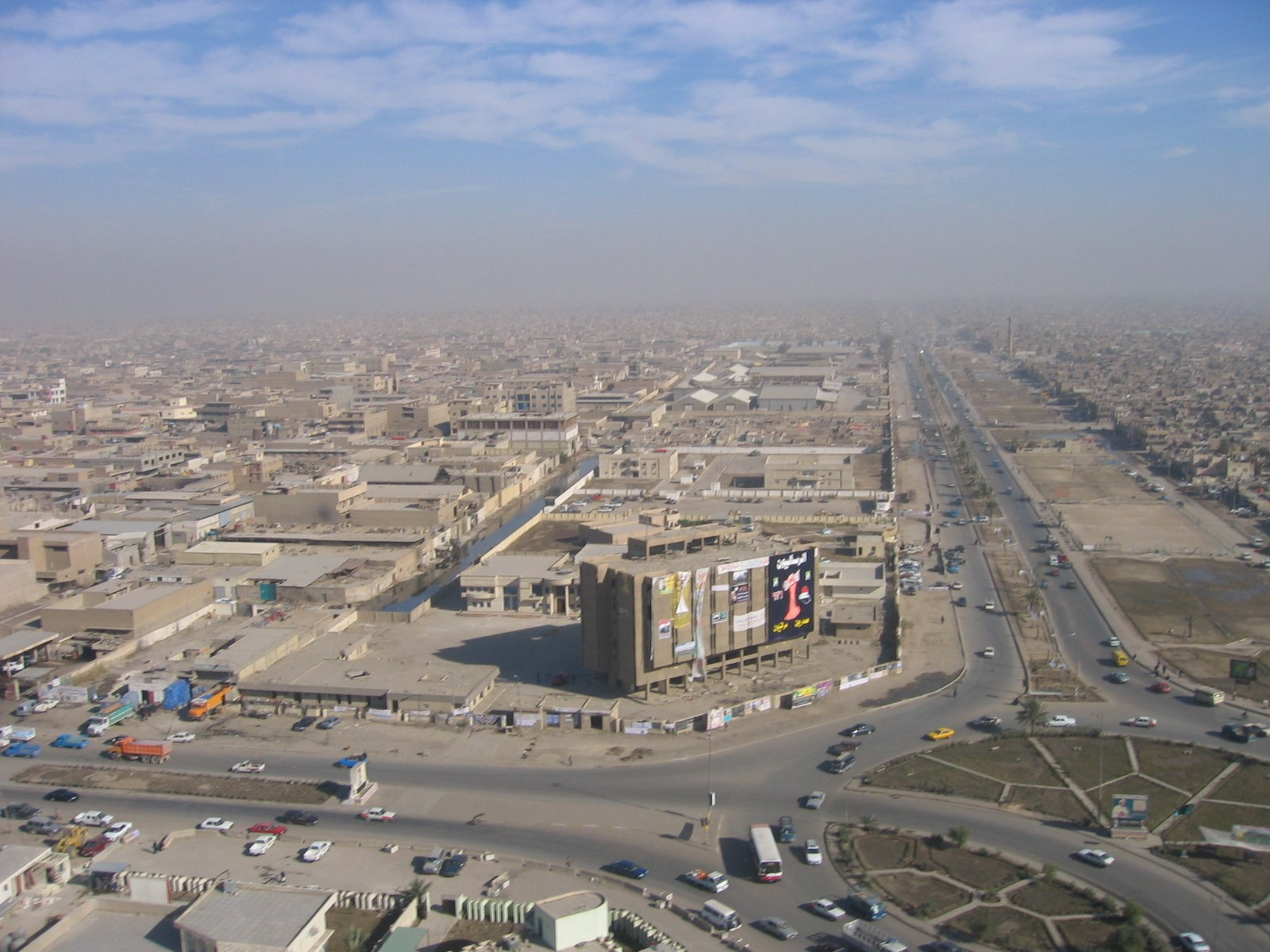
사드르시티

사드르시티(아랍어: مدينة الصدر 마디나트앗사드르[*])는 이라크의 수도인 바그다드 교외에 위치한 도시로 인구는 3,500,000명이다. 행정 구역상으로는 바그다드 주에 속한다.
1959년 압둘카림 카심 총리에 의해 건설되었다. 도시 이름은 이라크의 시아파 지도자인 모하마드 사데크 알사드르에서 유래된 이름이다. 1982년부터 2003년까지는 사담 후세인 대통령의 이름을 딴 사담시티라고 불렀다.